# キコ・カシージャ
フランシスコ・"キコ"・カシージャ・コルテス（Francisco "Kiko" Casilla, 1986年10月2日 - ）は、スペイン・カタルーニャ州アルコベル出身のサッカー選手。ポジションはゴールキーパー。元スペイン代表。

## 経歴

### ユース時代
カタルーニャ州タラゴナ県にある人口5,100人の小さな町であるアルコベルに生まれた。当初は地元のジムナスティック・タラゴナの下部組織に所属したが、13歳だった1999年に首都マドリードにあるレアル・マドリードの下部組織に移った。2005年にはレアル・マドリードCからセグンダ・ディビシオンのレアル・マドリードBに昇格したが、2005-06シーズンはジョルディ・コディーナとダビド・コベーニョの後ろの第3キーパーに過ぎず、4試合のみに出場した。2006年には正キーパーだったコベーニョが移籍し、カシージャは出場機会の増加が見込まれたが、2006-07シーズンにはコディーナが正キーパーとなり、年下のアントニオ・アダンがコディーナの控えキーパーとなった。カシージャはシーズン最終戦が唯一の出場機会となり、チームはセグンダ・ディビシオンBに降格した。

### エスパニョール
2007年8月、自由契約になって地元カタルーニャ州にあるRCDエスパニョールに移籍した。この際には保有権の50%がレアル・マドリードに残されている。2007-08シーズン当初はRCDエスパニョールBでプレーしていたが、2008年1月20日のレアル・バリャドリード戦でトップチームデビュー。本来の正キーパーであるカルロス・カメニはカメルーン代表の活動で不在であり、先発出場したイニャキ・ラフエンテが後半開始2分後に負傷したことでカシージャに出場のチャンスが回ってきたのだった。同1月にはアーセナルFCがカシージャに興味を示していると報じられた。2007-08シーズンは4試合に出場した。
2008年にはクリスティアン・アルバレスが加入し、カシージャはカメニとアルバレスにトップチームから締め出された。2008-09シーズンはセグンダ・ディビシオンBのカディスCFに期限付き移籍した。カシージャは出場機会を増やし、カディスはセグンダ・ディビシオン昇格を決めた。2009-10シーズンもカディスへの期限付き移籍が延長され、セグンダ・ディビシオンでもほとんどの試合に出場したが、チームはセグンダ・ディビシオンBに逆戻りした。
2010-11シーズン開幕戦はエスパニョールのトップチームのベンチで迎えたが、2010年8月31日にセグンダ・ディビシオンのFCカルタヘナに期限付き移籍した。シーズン終了後にペリコに戻ると、2011-12シーズンはアルバレスと正キーパー争いを繰り広げた。2013年にこのアルゼンチン人キーパーが去ると、カシージャは不動のスターターとなった。プリメーラ・ディビシオンで完全にポジションをつかんだのは27歳になってからだった。2015年2月にはプリメーラ通算100試合出場を達成。2015年2月1日のセビージャFC戦ではペナルティエリア外でイアゴ・アスパスのシュートを手で弾いて退場処分を受けたが、2014-15シーズンは出場停止試合以外の37試合に出場した。2013-14シーズンと2014-15シーズンのセーブ数の合計ではリーグ1位（209セーブ）だった。エスパニョールとは2018年までの契約を結んでおり、契約解除金は2000万ユーロに設定されていた。

### レアル・マドリード
2015年7月17日、カシージャはレアル・マドリードと5年契約を交わした。エスパニョール移籍時にもレアル・マドリードはカシージャの保有権を50%所有しており、買い取りオプション行使の可能性を予告していた。エスパニョールは一度400万ユーロのオファーを退けており、これを受けてレアル・マドリードはオファーを600万ユーロまで増額したとされている。移籍金は420万ユーロとも報じられているが、正式な金額は明らかにされていない。レアル・マドリードはイケル・カシージャスが退団し、信頼のおけるキーパーを探していた。しかしレアル・マドリードではケイロル・ナバスの控えに留まり、2018年夏にティボ・クルトゥワが加入すると第3GKという扱いになり、退団が報じられた。

### リーズ・ユナイテッド
2019年1月17日、チャンピオンシップ（イングランド2部）のリーズ・ユナイテッドに完全移籍。契約期間は4年6ヵ月。2019-20シーズンは守護神として出場し、プレミアリーグ昇格に貢献したが、翌年の2020-21シーズンは若手のイラン・メリエにポジションを奪われ、わずか3試合の出場に留まった。

### エルチェCF
2021年7月12日、エルチェCFへのローン移籍が発表された。加入直後は正GKとして出場機会を得ていたが、シーズン途中でエドガル・バディアにポジションを奪われ、14試合の出場にとどまった。

### ヘタフェ
2022年8月11日、1年契約でヘタフェCFに加入した。

## 代表歴
2014年8月29日にはビセンテ・デル・ボスケ監督によってスペイン代表に初招集され、9月に開催されるフランス戦とマケドニア共和国戦の23人のスカッドに選ばれた。この際はイケル・カシージャスとダビド・デ・ヘアの後ろの第3キーパーという位置づけだった。10月のEURO予選、スロバキア戦とルクセンブルク戦にも招集されたが、この際にも出場機会はなかった。11月18日にビーゴで行われたドイツとの親善試合では、77分にカシージャスとの交代でピッチに入り、3度目の招集機会でスペイン代表デビューした。89分にはトニ・クロースにミドルシュートで決勝点を決められ、このデビュー戦は0-1で敗れた。

## プレースタイル
ハイボールに強く、守備陣より前でクロスを処理することも多い。セービング技術に優れ、反射神経やローボールに対応できる柔軟性も持つ。

## タイトル

### クラブ
レアル・マドリード
- UEFAチャンピオンズリーグ：3回（2015-16, 2016-17, 2017-18）
- UEFAスーパーカップ：2回（2016, 2017）
- プリメーラ・ディビシオン：1回（2016-17）
- スーペルコパ・デ・エスパーニャ ：1回（2017）
- FIFAクラブワールドカップ：1回（2017）

## 個人成績

### クラブ
2022年7月1日現在
| クラブ               | シーズン     | リーグ戦           | リーグ戦 | リーグ戦 | 国内カップ | 国内カップ | 国際大会/その他 | 国際大会/その他 | 合計 | 合計 |
| クラブ               | シーズン     | ディヴィジョン     | 出場     | 得点     | 出場       | 得点       | 出場            | 得点            | 出場 | 得点 |
| -------------------- | ------------ | ------------------ | -------- | -------- | ---------- | ---------- | --------------- | --------------- | ---- | ---- |
| レアル・マドリードB  | 2005-06      | セグンダ           | 4        | 0        | 0          | 0          | -               | -               | 4    | 0    |
| レアル・マドリードB  | 2006-07      | セグンダ           | 1        | 0        | 0          | 0          | -               | -               | 1    | 0    |
| レアル・マドリードB  | クラブ通算   | クラブ通算         | 5        | 0        | 0          | 0          | 0               | 0               | 5    | 0    |
| エスパニョールB      | 2007-08      | セグンダB          | 25       | 0        | 0          | 0          | -               | -               | 25   | 0    |
| エスパニョール       | 2007-08      | ラ・リーガ         | 4        | 0        | 0          | 0          | -               | -               | 4    | 0    |
| カディス (loan)      | 2008-09      | セグンダB          | 35       | 0        | 0          | 0          | -               | -               | 35   | 0    |
| カディス (loan)      | 2009-10      | セグンダ           | 31       | 0        | 0          | 0          | -               | -               | 31   | 0    |
| カディス (loan)      | クラブ通算   | クラブ通算         | 66       | 0        | 0          | 0          | 0               | 0               | 66   | 0    |
| カルタヘナ (loan)    | 2010-11      | セグンダ           | 35       | 0        | 0          | 0          | -               | -               | 35   | 0    |
| エスパニョール       | 2011-12      | ラ・リーガ         | 16       | 0        | 5          | 0          | -               | -               | 21   | 0    |
| エスパニョール       | 2012-13      | ラ・リーガ         | 21       | 0        | 2          | 0          | -               | -               | 23   | 0    |
| エスパニョール       | 2013-14      | ラ・リーガ         | 37       | 0        | 4          | 0          | -               | -               | 41   | 0    |
| エスパニョール       | 2014-15      | ラ・リーガ         | 37       | 0        | 0          | 0          | -               | -               | 37   | 0    |
| エスパニョール       | クラブ通算   | クラブ通算         | 115      | 0        | 11         | 0          | 0               | 0               | 126  | 0    |
| レアル・マドリード   | 2015-16      | ラ・リーガ         | 4        | 0        | 1          | 0          | 2               | 0               | 7    | 0    |
| レアル・マドリード   | 2016-17      | ラ・リーガ         | 11       | 0        | 6          | 0          | 2               | 0               | 19   | 0    |
| レアル・マドリード   | 2017-18      | ラ・リーガ         | 10       | 0        | 5          | 0          | 2               | 0               | 17   | 0    |
| レアル・マドリード   | 2018-19      | ラ・リーガ         | 0        | 0        | 0          | 0          | 0               | 0               | 0    | 0    |
| レアル・マドリード   | クラブ通算   | クラブ通算         | 25       | 0        | 12         | 0          | 6               | 0               | 43   | 0    |
| リーズ・ユナイテッド | 2018-19      | チャンピオンシップ | 17       | 0        | 0          | 0          | 2               | 0               | 19   | 0    |
| リーズ・ユナイテッド | 2019-20      | チャンピオンシップ | 36       | 0        | 2          | 0          | 0               | 0               | 38   | 0    |
| リーズ・ユナイテッド | 2020-21      | プレミアリーグ     | 3        | 0        | 2          | 0          | 0               | 0               | 5    | 0    |
| リーズ・ユナイテッド | クラブ通算   | クラブ通算         | 56       | 0        | 4          | 0          | 2               | 0               | 61   | 0    |
| エルチェ (loan)      | 2021-22      | ラ・リーガ         | 14       | 0        | 2          | 0          | 0               | 0               | 16   | 0    |
| キャリア通算         | キャリア通算 | キャリア通算       | 344      | 0        | 29         | 0          | 8               | 0               | 381  | 0    |